# پیشین
شهر پیشین، یکی از شهرهای بزرگ شهرستان راسک در استان سیستان و بلوچستان ایران است. ویکی از شهرهای بزرگ تاریخی در بلوچستان و معدن ادبیات بلوچستان ایران است.
پیشین مرکز بخش پیشین از توابع شهرستان راسک در استان سیستان و بلوچستان ایران است
شهر پیشین زادگاه شاعر بلوچستان عبدالله روانبد شاعر قرن معاصر می باشد، هاکم های قبلی شهر پیشین به دست طوایف بر بلیده ای بوده ، اوضاع نابسامان شهر پیشین بعد از وفات امام جمعه پیشین به شدت فراوان یافت قتل ها افزایش یافتند دزدی ها و غارت ها افزایش یافتند و پیگیرد ها و بررسی ها کمتر شدند شهر ناامن شده و مواد فروشان در جاده ها صف بستند برتری جویی افزایش یافته 
پیشین به شهری بی امن تبدیل گشته است .

## موقعیت جغرافیایی
پیشین در ۸ کیلومتری مرز پاکستان قرار دارد و سدی نیز به نام سد پیشین در چند کیلومتری آن ساخته شده‌است و یکی از بزرگترین سدهای استان نیز که در سال ۱۳۷۲ در جمهوری اسلامی ایران افتتاح و به بهره‌برداری رسید.
بیشترین فعالیت مردم پیشین کشاورزی و باغداری می‌باشد و عده‌ای از مردم در بازارچه مرزی پیشین در امر صادرات و واردات فعالیت دارند.
پیشین نیز یک قلعه از دوره اشکانیان را دارد که کنار مسجد جامع این شهر قرار دارد 

## جمعیت
بنابر سرشماری مرکز آمار ایران، جمعیت شهر پیشین شهرستان راسک در سال ۱۳۹۵ برابر با ۱۶٬۰۱۱ تن بوده‌است.

طوایف شهر پیشین عبارتند از، بَّر،بُلیده ای،بَهرامزهی،مُلازهی،رِند،محمدحسنی،آسکانی،صابرزهی،هوت،برهانی،رئیسی،سپاهی
ملازهی،بهرامزهی یک طایفه هستند که طی یک قرن نیم جدا شده اند و ریشه این طوایف از طایفه رند می باشد.
اشخاص معروف،مولوی عبدالله روانبد ،مفتی نظام الدین روانبد،حاجی ناصر بون .